# Selena Gomez & the Scene
I Selena Gomez & the Scene sono stati un gruppo musicale pop rock statunitense formatosi nel 2008 e composto da Selena Gomez (voce), Ethan Roberts (chitarra), Joey Clement (basso), Dane Forrest (tastiera) e Greg Garman (batteria).
Gomez, che precedentemente registrava alcune colonne sonore per la Walt Disney Records, firmò nel 2008 un contratto con la Hollywood Records per un nuovo progetto musicale. Non desiderava essere una solista, ma far parte di un gruppo che voleva intitolare The Scene. I suoi collaboratori però pensarono che questo avrebbe creato confusione poiché il suo giovane pubblico conosceva la sua identità essendo protagonista della serie de I maghi di Waverly. Per questo motivo decisero di usare entrambi i nomi: Selena Gomez & the Scene.
Il 29 settembre 2009 il gruppo ha pubblicato l'album di debutto Kiss & Tell, il quale ha ottenuto recensioni positive dal pubblico e dalla critica musicale e certificato inoltre disco d'oro dalla RIAA e dalla Music Canada. Secondo Bill Lamb di About.com il disco presenta influenze da Miley Cyrus, Kelly Clarkson e Avril Lavigne. Dall'album sono stati estratti due singoli, Falling Down e Naturally. Quest'ultimo ha avuto una buona recensione commerciale ed una buona recensione dai critici e venne certificato disco di platino negli Stati Uniti d'America e in Canada.
Il 21 settembre 2010 il gruppo ha pubblicato il secondo album A Year Without Rain, certificato anch'esso disco d'oro dalla RIAA e dalla Music Canada Per promuovere il disco sono stati pubblicati i singoli Round & Round e l'omonimo A Year Without Rain, il quale è stato certificato disco d'oro dalla ARIA. Il 28 giugno 2011 il gruppo ha pubblicato il terzo album When the Sun Goes Down, entrato in top-ten in molti paesi e certificato il disco d'oro in più di cinque paesi. Dall'album sono stati estratti i singoli Who Says, Love You like a Love Song (certificato doppio disco d'oro dalla RIAA) e Hit the Lights.
Nel mese di febbraio 2012 il gruppo ha annunciato una pausa temporanea, in quanto Selena Gomez ha deciso di volersi dedicare alla sua carriera da attrice.

## Storia

### Formazione eKiss & Tell(2008-2010)
Selena Gomez aveva iniziato da bambina la sua carriera musicale cantando alcune colonne sonore della serie televisiva per bambini Barney & Friends. Nell'estate del 2004 viene scoperta dalla Disney in un casting internazionale che le ha permesso in seguito di recitare in alcune serie televisive del canale Disney Channel. Nel giugno del 2008 la Gomez entra a far parte della Hollywood Records, etichetta discografica di proprietà dalla Disney, e successivamente viene fondato il gruppo Selena Gomez & the Scene.
Il loro album d'esordio è Kiss & Tell, pubblicato il 29 settembre 2009 negli Stati Uniti d'America e il 2 aprile 2010 in Italia. L'album è stato certificato disco d'oro negli Stati Uniti. I singoli estratti sono Falling Down e Naturally, quest'ultimo certificato disco di platino negli Stati Uniti d'America e in Canada; l'album contiene inoltre il singolo del 2008 Tell Me Something I Don't Know.

### A Year Without Rain(2010-2011)
Il secondo album della band, dal titolo A Year Without Rain, è stato pubblicato il 21 settembre 2010 ed è stato certificato disco d'oro negli Stati Uniti. Da esso sono stati estratti Round & Round, pubblicato il 22 giugno 2010, e A Year Without Rain, pubblicato il 7 settembre 2010. Incluso nell'album vi è anche Live Like There's No Tomorrow, colonna sonora del film Ramona e Beezus, pubblicata il 13 luglio 2010.

### When the Sun Goes Downe la pausa (2011-2012)

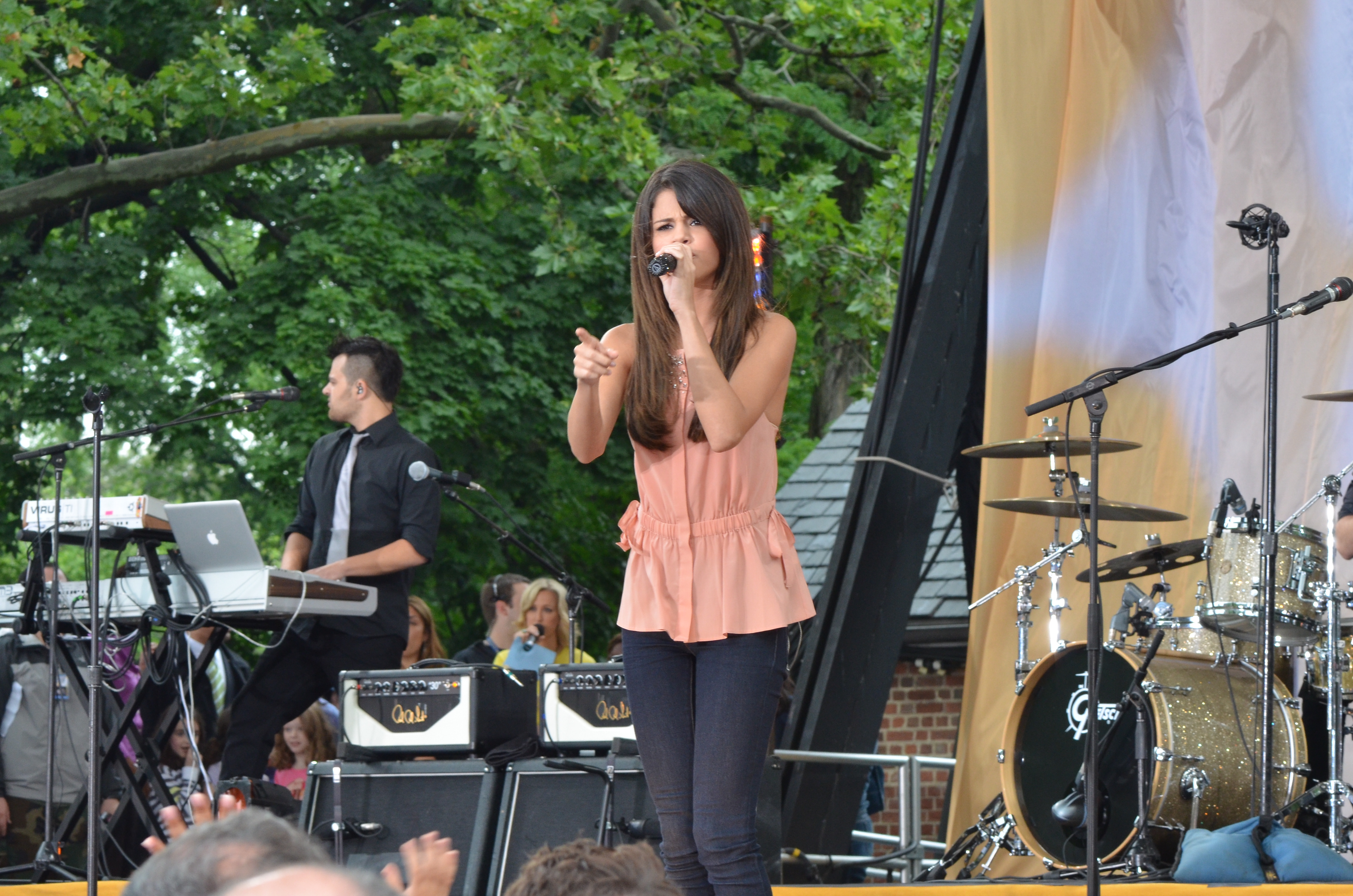
Selena Gomez & the Scene in concerto nel 2011

Il loro terzo album, dal titolo When the Sun Goes Down, è stato pubblicato il 28 giugno 2011 e si è avvalso della collaborazione di alcuni artisti, tra i quali Pixie Lott che ha scritto il brano We Own the Night, Britney Spears che ha scritto Whiplash e Katy Perry che ha scritto That's More Like It. L'album ha ottenuto il disco d'oro negli Stati Uniti. I primi due singoli estratti, Who Says e Love You like a Love Song, pubblicati rispettivamente il 14 marzo e il 21 giugno 2011, sono stati certificati dischi di platino negli Stati Uniti. Il terzo singolo estratto è stato Hit the Lights, pubblicato il 17 novembre 2011, mentre come singoli promozionali sono stati distribuiti Bang Bang Bang e Dices (versione in spagnolo di Who Says), pubblicati rispettivamente il 7 e 14 giugno 2011.
Nella seconda metà del 2011 la band è stata impegnata nella promozione del loro terzo album attraverso il We Own The Night Tour, che ha fatto tappa in diverse città del Nordamerica. Nei primi mesi del 2012 il tour si è poi spostato in diverse città del Centro e Sudamerica.
Il gruppo è entrato in un periodo di pausa intorno al 2012, in quanto Selena Gomez ha preso la decisione di intraprendere una carriera solista, culminata con la pubblicazione degli album in studio Stars Dance (2013) e Revival (2015), oltre alla raccolta For You (2014).

## Stile musicale e influenze

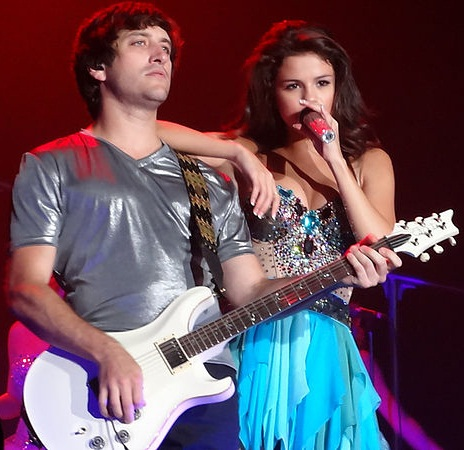
Selena Gomez e Ethan Roberts durante il We Own the Night Tour

In Kiss & Tell, la musica è generalmente pop, ma presenta caratteristiche di altri generi musicali come pop punk e dance con influenze di musica latina e emo-pop. Bill Lamb di About.com ha ipotizzato che lo stile di alcune canzoni deriva da quello usato da alti artisti come Kelly Clarkson in I Wont Apologize, Avril Lavigne in Crush e Miley Cyrus in The Way I Loved You. Dopo la pubblicazione del disco, Gomez disse che il suo secondo album avrà uno stile più maturo. Secondo Tim Sendra di Allmusic, A Year Without Rain è «una miscela di teen pop con ritornelli orecchiabili». C'è più musica dance pop e meno pop punk ed emo-pop. Tim Sendra commentò che lo stile di When the Sun Goes Down è molto simile a quello del loro primo disco. Bil Lamb dichiarò che, secondo lui, l'album trae influenze da Miley Cyrus e Demi Lovato. In quanto alle sue influenze, Gomez dichiarò che da adolescente era influenzata da Lizzie McGuire, personaggio di Hilary Duff e più tardi da Bruno Mars, Katy Perry, Cheryl Cole e in particolare Britney Spears. Durante il We Own the Night Tour la band ha realizzato un omaggio alla Spears, eseguendo in un medley ...Baby One More Time, (You Drive Me) Crazy, I'm a Slave 4 U, Toxic, Oops!...I Did It Again e Hold It Against Me. Le più grandi influenze di Greg Garman sono The Beatles, Tool, Rage Against the Machine, Dave Grohl, Steve Gadd, Steve Jordan, Vinnie Colaiuta e Mars VoltaLa. Selena Gomez ha influenzato altri artisti come China Anne McClain e Bella Thorne.

## Formazione
Ultima
- Selena Gomez – voce (2009-2012)
- Drew Taubenfeld – chitarra (2012)
- Joey Clement – basso (2009-2012)
- Dane Forrest – tastiera (2009-2012)
- Greg Garman – batteria (2009-2012)

Ex-componenti
- Nick Foxer – tastiera, cori (2009)
- Ethan Roberts – chitarra, cori (2009–12)

Turnisti
- Christina Grimmie – cori (2010)
- Ashleigh Haney – cori (2011)
- Lindsay Harper – cori (2010-2012)
- Katelyn Clampett – cori (2011-2012)

## Discografia
- 2009 – Kiss & Tell
- 2010 – A Year Without Rain
- 2011 – When the Sun Goes Down

## Tournée
- 2009/10 – Selena Gomez & The Scene: Live in Concert
- 2010/11 – A Year Without Rain Tour
- 2011/12 – We Own the Night Tour

## Riconoscimenti
| Anno | Premio                  | Categoria                                      | Soggetto                         | Esito           |
| ---- | ----------------------- | ---------------------------------------------- | -------------------------------- | --------------- |
| 2010 | Teen Choice Awards      | Miglior gruppo musicale                        |                                  | Vincitore/trice |
| 2010 | MTV Europe Music Awards | Best Push Act                                  |                                  | Candidato/a     |
| 2011 | People's Choice Awards  | Miglior artista emergente                      |                                  | Vincitore/trice |
| 2011 | MuchMusic Video Awards  | Miglior videoclip di un artista internazionale | Videoclip di A Year Without Rain | Candidato/a     |
| 2011 | Teen Choice Awards      | Choice Music - Gruppo musicale                 |                                  | Vincitore/trice |
| 2011 | Teen Choice Awards      | Choice Music - Singolo                         | Who Says                         | Vincitore/trice |
| 2011 | Teen Choice Awards      | Choice Music - Canzone d'amore                 | Love You like a Love Song        | Vincitore/trice |
| 2012 | Teen Choice Awards      | Choice Music - Gruppo musicale                 |                                  | Vincitore/trice |
| 2012 | Teen Choice Awards      | Choice Single - Gruppo musicale                | Hit the Lights                   | Vincitore/trice |
| 2012 | MTV Video Music Awards  | Best Female Video                              | Love You like a Love Song        | Candidato/a     |